# أكاديمية القديس أورسولا
تقع أكاديمية القديس أورسولا (بالإنجليزية: St. Ursula Academy)‏ في حي إيست وولنات هيلز بمدينة سينسيناتي بولاية أوهايو، وهي مدرسة ثانوية كاثوليكية تحضيرية للشابات تقدم برنامجًا مكثفًا مدته أربع سنوات في مجالات اللغة الإنجليزية والرياضيات والعلوم والدراسات الاجتماعية والفرنسية والإسبانية واللاتينية والدين. مطلوب اختبار دخول لجميع الطلاب الجدد المحتملين. تعتمد المنح الأكاديمية أيضًا على نتائج هذا الاختبار. يساعد برنامج الخدمات التعليمية بالمدرسة الفتيات ذوات صعوبات التعلم.

## النوادي والأنشطة
يعمل نادي سانت أورسولا اللاتيني كفصل محلي لكل من رابطة أوهايو جونيور الكلاسيكية (OJCL) والرابطة الوطنية الكلاسيكية للناشئين (NJCL).

## بطولات ولاية أوهايو الثانوية لألعاب القوى
- لعبة الجولف للبنات - 1994،1997 [9]
- كرة القدم للبنات - 1991، 1993، 2007، 2008 [9]
- كرة الطائرة للبنات - 1993، 1994، 1995، 1996، 1997، 1998، 2001، 2003 [9]
- سباحة البنات - 1993، 1994، 1995 [9]
- فتيات عبر الضاحية - 2006 [9]
- هوكي ميدان البنات - 2010 [9]

## خريجون بارزون
- توري هوستر - لاعب وسط لواشنطن سبيريت
- أوبري كينجسبري - حارس مرمى لواشنطن سبيريت
- هيذر ميتس - نجمة كرة القدم الأولمبية (الحائزة على ميدالية ذهبية 3 مرات) ومحللة في قناة إي إس بي إن
- كليري ولترز - مؤلف كتاب «أوت أوف أرنج»[10]
- رايلي دولان - مؤثر في شبكات التواصل